# Fernandoa
Fernandoa Welw. ex Seem. es un género con 15 especies de árboles de la familia Bignoniaceae.

## Descripción
Son árboles de talla mediana. Tiene las hojas grandes pinnadas; con los foliolos enteros. Las flores son grandes y están dispuestas en panículas terminales. El cáliz es grande, no espatáceo, glandular. Estambres en número de 4. Disco grande. Ovario adpreso cabelludo. Cápsula sin un tabique falso, cilíndrica, curvada, dehiscente loculicida. Semillas discoides, aladas.

## Taxonomía
El género fue descrito por Welw. ex Seem.  y publicado en Journal of Botany, British and Foreign 3: 330. 1865. La especie tipo es: Fernandoa superba Seem. 

## Especies
- Fernandoa abbreviata
- Fernandoa adenophylla
- Fernandoa adolfi-fridericii
- Fernandoa bracteata
- Fernandoa brilletii
- Fernandoa coccinea
- Fernandoa collignonii
- Fernandoa ferdinandi
- Fernandoa guangxiensis
- Fernandoa lutea
- Fernandoa macrantha
- Fernandoa macroloba
- Fernandoa madagascariensis
- Fernandoa mortehanii
- Fernandoa serrata